# Microgaster gerulus
Microgaster gerulus är en stekelart som först beskrevs av Papp 1980.  Microgaster gerulus ingår i släktet Microgaster och familjen bracksteklar. Inga underarter finns listade i Catalogue of Life.